# Abrakadabra
Abrakadabra és una pel·lícula de l'Argentina filmada en color dirigida per Luciano Onetti i Nicolás Onetti sobre el seu propi guió escrit en col·laboració amb Carlos Goitia que es va estrenar el 9 de maig de 2019 i que va tenir com a actors principals a Germán Baudino, Eugenia Rigón, Gustavo Dalessanro i Clara Kovacic.
És una pel·lícula que enquadra en el giallo, un gènere netament italià que unint el policial amb l'horror utilitza grans dosis de sang, en altres films com Sonno Profondo (2013) i Francesca (2015).

## Sinopsi
Trenta-cinc anys després que un prestigiós mag morís per accident durant un arriscat número de màgia, el seu fill Lorenzo, que és també mag, presenta el seu espectacle en un dels teatres més importants de la ciutat i comencen a succeir-se en aquesta pel·lícula, ambientada a la ciutat de Torí al començament de la dècada de 1980, assassinats en els quals apareix involucrat i el converteixen en sospitós, obligant-lo a participar en el seu esclariment.

## Repartiment
Van participar del film els següents intèrprets::
- Germán Baudino...	Lorenzo Manzini
- Eugenia Rigón...	Antonella
- Gustavo Dalessanro...	Detectiu
- Clara Kovacic...Espectadora
- Ivi Brickell...Ballarina
- Raúl Gederlini...Dante Mancini
- Pablo Vilela...Fabrizio
- Abel Giannoni...	Gennaro Bernardi
- Alejandro Troman...Gennaro jove
- Luz Champané...Carlotta Leone
- Lucía Galizio...	Carlotta jove
- Camilo Levigne...Lorenzo jove
- Claudio Rusiecky...Agent Caruso
- Ismael Andrada...Bellini
- Yanina Lojo...Bibliotecària
- Sandra Navarrete...	Infermera
- Lila Goitia	...Nen escena 1
- Chavela Morales...Nena escena 2
- Juan Bautista Massolo...Perit
- Juan María Onetti...Fotògraf
- Francisco Lacelli	...Agent de policia
- Martín Sánchez..	Barista
- Victoria Saavedra
- Fernando Marcilese...	Jugador de pòker 1
- Miguel López…Jugador de póker 2
- José Luis Rodríguez...Nuvi de Bellini
- Belén Díaz…Ballarina àrab
- Yamila Embil…Nena al carrer
- Juana Cachenaut...Nena al carrer2
- Dora Seixo…Espectadora
- Idiel Idiaquez...Espectador
- Melanie Málaga...Espectadora
- Sofía Garay...Espectadora
- Samuel Vilela...Espectador
- Claudio Vilela...Espectador
- Martín Canalicchio...Espectador
- Lorien Pabese...Espectadora
- Mariana Fittipaldi...Espectadora
- Cristina Tolosa...Espectadora
- Florencia Germondari...Espectadora
- Juan Gil...Espectador
- Ludmila Chiooi...Espectadora
- Nicolás Onetti...Home al bar
- Pablo Guisa Koestinger …Mag (foto fixa)

## Comentaris
María Fernanda Mugica a La Nación va escriure:
| « | ””Els directors demostren en el film un coneixement profund d'aquest gènere italià. Des dels plans triats, la il·luminació, el vestuari i el maquillatge fins als diàlegs en italià, tots els elements apunten a una prolixa recreació de les seves formes i tòpics. La pel·lícula resulta entretinguda i amb una estètica atractiva, però queda la curiositat del que els realitzadors podrien haver aconseguit si haguessin experimentat amb els límits del gènere. | » |

Alexis Puig a Infobae va opinar:
| « | Luciano i Nicolás Onetti ja havien incursionado en el giallo…En aquesta oportunitat, agreguen a l'experiència de tensió i sordidesa, una estètica setentosa, ben visible des de la direcció d'art, la fotografia i els enquadraments, aconseguint una atmosfera cautivante i efectiva.… que recrea a la perfecció tots els clixés del subgènere: colors saturats, sons chirriantes, un assassí que no es deixa veure, crims súper elaborats, zooms impossibles, pantalles dividides, efectes òptics, banda de so hereva de Goblin i una resolució rebuscada i retorçada. La transformació d'una ciutat argentina en un decorat europeu, sumat al doblatge en italià, fan del visionat del film una experiència surrealista i hipnòtica. Un viatge en el temps a l'època del cinema de barri en continuat i les vetllis macabres. | » |

## Premis i nominacions
Al Festival de Cinema d'Horror 'Fright Nights' 2019 el film va ser nominat al Premi a la Millor Pel·lícula i al Festival TerrorMolins 2018 va ser nominada al Premi de l'Audiència Ser Diferent.